# 天津人民出版社
天津人民出版社是由知识书店（1950年重组）、天津通俗出版社（1952年组建）发展而来的。1956年，天津通俗出版社正式更名为天津人民出版社。天津人民出版社有限公司现为天津出版传媒集团有限公司的全资子公司。

## 获奖图书
1. 《中国为什么还需要马克思主义—答关于马克思主义十大疑问》荣获“五个一工程”优秀图书奖
2. 《第二次世界大战通鉴》等四种书荣获“五个一工程”优秀图书奖
3. 《现代公司与企业改革》等二种书荣获国家图书奖及提名奖
4. 《中国文学大辞典》、《中国国家利益分析》、《晚清上海社会的变迁》等获中国图书奖

## 期刊
《八小时以外》和《汽车生活》

## 工作人员
现有职工九十余人

### 领导
- 社长：刘庆
- 书记：刘庆
- 副总编辑：王康
- 副总编辑：任洁